# 靳月華
靳 月華（きん げっか、生没年不詳）は、前趙の昭武帝劉聡の皇后。父は匈奴屠各種の有力者である靳準。姉に上皇后靳月光がおり、妹に劉粲の皇后靳氏がいる。

## 生涯
傾城の美女だったという。
315年、劉聡は中護軍の靳準の屋敷へ行き、靳準の娘である靳月光と靳月華が共に殊色があることから、左右の貴嬪に立てた。数か月、姉の靳月光は皇后に立てられた。さらに後、靳月光は上皇后に立てられ、靳月華は右皇后に封じられた。また、妹の靳氏は劉粲の妻となった。
318年、劉聡が崩御すると、劉粲が即位した。靳月華は皇太后に立てられ、位は劉聡の皇后たちの上とされた。この時、靳月華はまだ20歳にも満たず、劉粲は彼女を後宮に入れた。劉粲は彼女の美色に溺れ、朝に夜に床を共にし、全ての政務を義父の靳準に委ねるようになった。靳準は陰謀を抱き、靳月華と皇后靳氏に「諸公は帝を廃して済南王（劉驥）を立てようとしている。おそらくわが一族は皆殺しにされてしまうであろう。このことを帝に申し上げるのだ」と言った。両靳氏が機会を見てこれを告げたところ、劉粲はこれに同意し、大司馬・済南王劉驥を始め、諸大臣を全員処刑した。
靳準は時機を見計らって叛乱を起こすと、劉粲の罪を数えて処刑した。また、劉氏一族を皆斬首すると、自ら大将軍・漢天王を号した。だが、劉曜の離間工作を受けて靳準は靳康らに殺された。12月、後を継いだ靳明は劉曜に降伏するが、劉曜は許さず靳氏の男女を皆殺しにした。靳月華もこの時処刑されたと思われる。

## 伝記資料
- 『晋書』劉聡載記
- 『資治通鑑』